# Sociología de la religión (libro)
Sociología de la religión es un libro de 1920 escrito por Max Weber, un economista y sociólogo alemán. La edición original estaba en alemán.
Max Weber estudió los efectos de la acción y la inacción religiosas. Él ve la religión simplemente categorizando diferentes religiones con el fin de comprender completamente el significado subjetivo de la religión para el individuo (Verstehen).
Al considerar la religión estrictamente en el sentido científico, Weber buscaba objetividad, intentaba ignorar los juicios de valor y entender la religión como esas respuestas humanas que dan significado a los problemas ineludibles de la existencia, como el nacimiento, la muerte, la enfermedad, el envejecimiento, la injusticia, tragedia y sufrimiento. En "La sociología de la religión", Weber propone que las personas persigan sus propios objetivos y que la religión los facilita. Él muestra cómo las primeras creencias religiosas se derivan del trabajo de individuos hábiles y carismáticos, y cómo sus acciones finalmente se transforman en una religión sistemática basada en la iglesia; en otras palabras, cómo la religión comienza con la autoridad carismática y se transforma en autoridad tradicional.
Debido a que la religión permite a las personas perseguir sus intereses, Weber creía que la religión en realidad dio lugar a la expansión del capitalismo moderno, como afirmó en La ética protestante y el espíritu del capitalismo. Este escrito ilustró la forma en que las creencias religiosas dirigieron la dirección de las fuerzas económicas y tecnológicas que ya estaban en movimiento.
Max Weber tiene una visión objetiva y distante de las tradiciones sociológicas de la institución religiosa. Él está parado afuera, mirando hacia adentro, al contrario de los creyentes cuyo viaje de fe los lleva a examinar su religión desde adentro. Esta visión objetiva y distante de la religión encarna la práctica objetiva y modernista de la perspectiva sociológica de la religión actual.

## Índice de la obra
A) Orígenes de la religión
1) Nociones primordiales de religión
a) Mirador
b) Orientación de este mundo
c) Magia
d) Carisma
e) Creencia en los espíritus
f) Éxtasis y orgía
g) Alma y poder sobrenatural
2) Simbolismo
a) Miedo al alma
b) Desplazamiento del naturalismo
c) Difusión del simbolismo
d) Efecto de estereotipos
e) Transiciones
f) Analogía mitológica
3) Conceptos de Dios
a) Ser duradero
b) Panteón
c) Dioses romanos
d) Dioses de la economía
e) Dioses terrenales y celestiales
f) Especialización de dioses
g) Dioses del hogar
h) Dios político
1) Dios de Israel
2) Dios local y Dios extranjero
3) Dios ciudad-estado
4) Bandas y Dios
i) Monoteísmo
1) Dios primario
2) Orden Divino
3) Universalismo
(B) Aparición de la religión
1) Religión y Dios
a) Coacción de Dios
b) Adoración a Dios
1) Oración
2) Sacrificio
c) Definición de religión
2) Sacerdote
un culto
b) Empresa
c) Doctrina
d) Definición sociológica
3) Desarrollo de la noción de sobrenatural
a) Demostración de poder
b) Atributo del fracaso
c) Diferenciación de lo sobrenatural
d) Dios ético
e) Adivinación
f) Dios de la ley
g) Poderes impersonales
4) Desarrollo de la ética religiosa
a) Tabú
b) Totemismo
c) Mesa-Comunidad
d) Tabú y relaciones sociales
e) Ética de casta
f) Concepto de pecado
g) Ética religiosa
h) Sistematización de la ética
(C) Profeta
1) Definición
a) Sacerdote y Profeta
b) Mago y Profeta
c) Era profética
d) Legislador y profeta
1) Moisés
e) Profeta y política social
f) Tirano y profeta
g) Profeta y maestro de ética
1) Gurú
h) Filósofo
i) Reformador
j) Sectario del misterio
2) Naturalezas de profecía
a) Profecía ética y ejemplar
b) Dios y profetas
1) Dios como hacedor de lluvia
2) Dioses del Cercano Oriente
c) Revelación profética
(D) Comunidad religiosa
1) Orígenes de la comunidad religiosa
a) Comunidad profética
b) Comunidad sectaria
c) Comunidad ejemplar y devoto laico
d) Sociedad laica ocasional
e) Comunidad laica
f) Parroquia y Secta
2) Desarrollo de la comunidad religiosa
a) Profeta contra sacerdote
b) Escritura
1) Tradición oral
2) Canonización
3) Educación sacerdotal
c) Desarrollo de Dogma
1) Comunidad religiosa
2) Intereses del sacerdote
3) Condiciones en las religiones del mundo
4) Dogma cristiano
5) Dogma en otras religiones
d) Predicación y pastoral
e) Racionalización sacerdotal de la ética
f) Magicalización de la religión sacerdotal
g) Popularización de la religión profética
(E) Religiosidad de los estratos sociales
1) Campesino
a) Israel antiguo
b) Pasividad del campesino
c) Zoroastrismo
d) Judaísmo
e) cristianismo
2) Aristócratas guerreros
a) Conducta de vida del guerrero
b) Profecía y guerrero
c) Guerra Santa
d) Mitraísmo
3) Burócratas
a) Confucianismo
4) Ciudadano
a) Ciudadano rico
b) Clase media
c) Petty-Citizen
d) cristianismo
e) Ciudad de Occidente y Oriente
f) Racionalidad de la vida ciudadana
g) Desarrollo del racionalismo ciudadano
5) esclavo y sin propiedad
6) Religiosidad de masas: magia y salvador
7) Mujeres y religión
8) Estrato social y sentido de la dignidad
a) Legitimidad de los afortunados
b) Compensación de personas desfavorecidas
9) Estado de paria
a) Castas judías e hindúes
b) Resentimiento judío
c) Teodicea del privilegio
1) Teodicea judía
2) La enseñanza de Jesús
3) Doctrina budista
(F) Intelectualismo y religión
1) Intelectualismo privilegiado
un sacerdote
b) Intelectuales laicos privilegiados
2) Salvación intelectual
a) Condiciones sociales
b) Asia
c) Cercano Oriente y Occidente
d) Personajes intelectuales
3) Intelectualismo no privilegiado
a) Intelectualismo paria y pequeño ciudadano
b) Judaísmo antiguo
4) Intelectualismo y cristianismo
a) El intelectualismo de los pequeños ciudadanos de Paul
b) Intelectualismo dogmático
c) Antiintelectualismo del cristianismo
1) Portadores de religión
d) Intelectualismo en el cristianismo medieval
e) Intelectualismo humanista
f) Intelectualismo puritano
5) Intelectualismo moderno
a) Intelectualismo anglosajón y latino
b) Intelectualismo alemán
c) Socialismo
d) Intelectualismo ruso
e) Intelectualismo ilustrado
(G) Teodicea y salvación
1) Teodicea
a) Creador trascendental
b) Problema de la teodicea
c) Solución de Adviento
d) Concepto de otro mundo
e) Solución por predestinación
f) Providencia
g) Solución por dualismo
h) Solución por Karma
2) Salvación y Renacimiento
a) Promesa de riqueza
b) Salvación política
c) Salvación del mal
d) Salvación del otro mundo
e) Salvación y conducta de vida
f) Santificación y Renacimiento
3) Salvación por ritual
a) Estado de ánimo ritual
b) Misticismo ritual
c) Sacramento
d) Confesional
e) Ritos puritanos
f) Ritualismo judío
4) Salvación por buenas obras
a) Cuenta de cada acción
b) Personalidad total
5) Salvación por autoperfección
a) Metodología animista
b) Inducción del éxtasis
c) Desarrollo de metodología
1) Dios trascendental
2) Estados de santificación
3) Metodología india
4) Catolicismo y confucianismo
5) Certeza de la salvación
6) Racionalización de la metodología
d) Virtuosos religiosos
(H) ascetismo y misticismo
1) Ascetismo
a) Una definición
b) Rechazo mundial
c) Ascetismo del interior del mundo
2) Misticismo
a) Iluminación mística
b) Vuelo desde el mundo
c) Unión Mística
d) Concentración en la verdad
e) Contenedor vs. Instrumento
f) Quebrantamiento versus vocación
g) Anomia vs. Reforma
h) Amor místico
3) Oriental vs. Salvación Occidental
a) Concepto de Divinidad
b) Conocimiento frente a acción
c) Derecho romano
d) Gobernación romana
e) Iglesia Romana
f) Protestantismo ascético
(I) Salvación por los logros de otros
1) Salvación por gracia
a) Salvador
b) Doctrinas del Salvador
c) Encarnación
d) Gracia sacramental
e) Gracia institucional
f) Institución católica
g) Dispensación y conducta de la vida
h) Confesional y conducta de vida
i) Judaísmo y protestantismo ascético
j) Autoridad institucional
2) Salvación por fe
a) Fe y Magia
b) Fe del islam y el judaísmo
c) Fe no profética
d) Fe dogmática
e) Fe explícita e implícita
f) Fe de corazón
g) Aristocracia del Dogma
h) Virtuoso de la fe
i) Fe e intelecto
j) Fe y misticismo
k) Fe y ética
l) Idea de vocación
m) Fe luterana
n) Fe y portadores
o) Fe emocional
3) Salvación por predestinación
a) Hombres de predestinación
b) El poder de la predestinación
c) Predestinación islámica frente a puritana
d) Destino chino
e) Aristocracia de la predestinación
f) Determinismo de este mundo
(J) La ética religiosa y el mundo
1) Internalización de la ética religiosa
a) Religión ritualista
b) Ética del corazón
2) Ética religiosa y economía
a) Ética religiosa versus ética familiar
b) Ética religiosa versus ética del prójimo
c) Entrega de limosnas
d) Protección de los débiles
e) Antipatía religiosa a la usura
f) Antipatía por la economía racional
g) Crédito económico y religión
h) Ascetismo frente a economía
i) Vida económica católica
j) El ascetismo protestante
3) Ética y política religiosa
a) Condiciones de religión y política
1) Religión política antigua
2) Aumento de la comunidad religiosa
3) Rechazo religioso a la política
b) Tensión entre religión y política
1) Ausencia de conflicto
2) Experimento cuáquero
3) Indiferencia política
4) Justificaciones de la violencia
c) Estado y cristianismo
1) cristianismo primitivo
2) Cristianismo medieval
d) Solución por ética orgánica
1) Ética orgánica católica
2) Punto de vista islámico
3) Ética orgánica india
4) Tradicionalismo medieval de vocación
e) Estado moderno y religión
4) Ética religiosa y sexualidad
a) Orgía sexual
b) Hostilidad religiosa a la sexualidad
c) Regulación religiosa de la sexualidad
d) Mujer y religión
e) Matrimonio
f) Aumento del erotismo
5) Ética religiosa y arte
a) Intimidad inicial entre religión y arte
b) Auge del intelectualismo estético
c) Antipatía profética del arte
d) Intereses religiosos en el arte
e) El rechazo del arte por la religión racional
(K) Religiones y el mundo
1) Judaísmo: adaptado al mundo
a) Ausencia de ascetismo
b) Ethos económico judío
c) Doble rasero de la moral
d) Judío, católico y puritano
e) Intelectualismo judío
1) Ideal judío
2) Oposición de Jesús
3) Judaísmo urbano
f) Autocontrol
g) Racionalismo judío
h) Falta de ascetismo
i) El avance de Paul
j) Puritanismo y judaísmo
2) Islam: este mundanalismo
a) Religión política
b) Sin salvación
c) Ética feudal
d) Contraste con el judaísmo y el cristianismo
3) Budismo: rechazo del mundo
a) Religión genuina de salvación
b) Transformación del budismo
4) Capitalismo y religión
5) Jesús: indiferencia mundial
a) La autoconciencia de Jesús
b) Heroísmo salvífico
c) Indiferencia hacia el mundo

## Ver además
- Max Weber